# Menhir de Trémarch
Le menhir de Trémarch (ou Trémarc'h) est situé à Trégastel dans le département français des Côtes-d'Armor.

## Protection
Il a été classé au titre des monuments historiques en 1960.

## Description
Le menhir mesure 3,10 m de hauteur pour 0,95 m de largeur maximale à la base et 0,86 m au sommet. Il est en granite de Ploumanac'h. Il a été déplacé de son emplacement d'origine après sa chute en 1960.